# Уккелло, Антонина
Антонина Уккелло (англ. Antonina Uccello, 19 мая 1922 года, Хартфорд, штат Коннектикут, США — 14 марта 2023 года, там же) — американский политик, мэр Хартфорда (1967—1971). Общественный деятель.
Первая женщина, избранная мэром в штате Коннектикут. Была почитаема не только на своей родине, но и на родине её родителей — в Италии.

## Биография
Антонина Уккелло родилась в Хартфорде, штат Коннектикут, 19 мая 1922 года в семье эмигрантов из города Каникаттини Баньи на Сицилии. Она была второй из пяти сестёр.
Антонина окончила Университет Сент-Джозефа и училась в аспирантуре по юриспруденции в Тринити-колледже и Университете Коннектикута.
Начала преподавать историю в средней школе в 1944 году, а в 1946 году пошла работать в универмаг G. Fox & Co., крупнейший в Хартфорде. Там она дослужилась до должности исполнительного помощника владельца универмага. Интересовалась политикой, тесно сотрудничала с Беатрис Фокс Ауэрбах, американским филантропом, педагогом, пионером трудовой реформы, президентом и директором G. Fox & Co. Благодаря Ауэрбах Антонина поверила в свою способность заниматься политикой. В 1963 году Уккелла сообщила начальнику, что хотела бы баллотироваться в городской совет Хартфорда. Поскольку совет собирался по понедельникам, в день закрытия универмага, её начальник дал ей разрешение.
Она была избрана в совет и проработала там два срока, а в 1967 году была избрана мэром. Она стала первой женщиной, избранной мэром в Коннектикуте.
Она баллотировалась от республиканской партии в городе, где преобладают демократы, и по состоянию на 2020-е годы остается последним республиканским мэром Хартфорда. Когда 4 апреля 1968 года в Мемфисе (Теннесси) был убит видный общественный деятель Мартин Лютер Кинг-младший и улицы городов по всей территории Соединённых Штатов были охвачены беспорядками, которые стали реакцией людей на потерю видного лидера, возмущение охватившим страну насилием и страх перед его последствиями. В это время мэр Хартфорда Антонина Уккелло помогала жителям города обрести мир и спокойствие. «Мэр Энн», как её называли, рассеяла демонстрации и провела ночь, встречаясь с жителями на улице, общаясь с избирателями и помогая справиться с болью и растерянностью от утраты. Тогда её лидерство и её забота о жителях города способствовали росту уважения к ней.
Она была переизбрана мэром в 1969 году, впоследствии президент Ричард Никсон пригласил её в Вашингтон для работы в министерстве транспорта США, где она отработала весь срок президента Джеральда Форда и сменившего его Джимми Картера. Девизом Уккелло в работе и в жизни было:

«Меня совершенно не занимает то, что „Я могла бы“ или „Я должна была“, а только то, что я сделала. И я горжусь этим».
Оригинальный текст (англ.)I really don’t dwell on «I could have» or «I should have», but what I did. And I’m proud of it.

Вернувшись к частной жизни в 1978 году, она стала членом правления, а также попечителем нескольких частных и общественных организаций, работала в страховом бизнесе.
В мае 2022 года отмечалось 100-летие Уккелло.
Умерла 12 марта 2023 года от естественных причин.

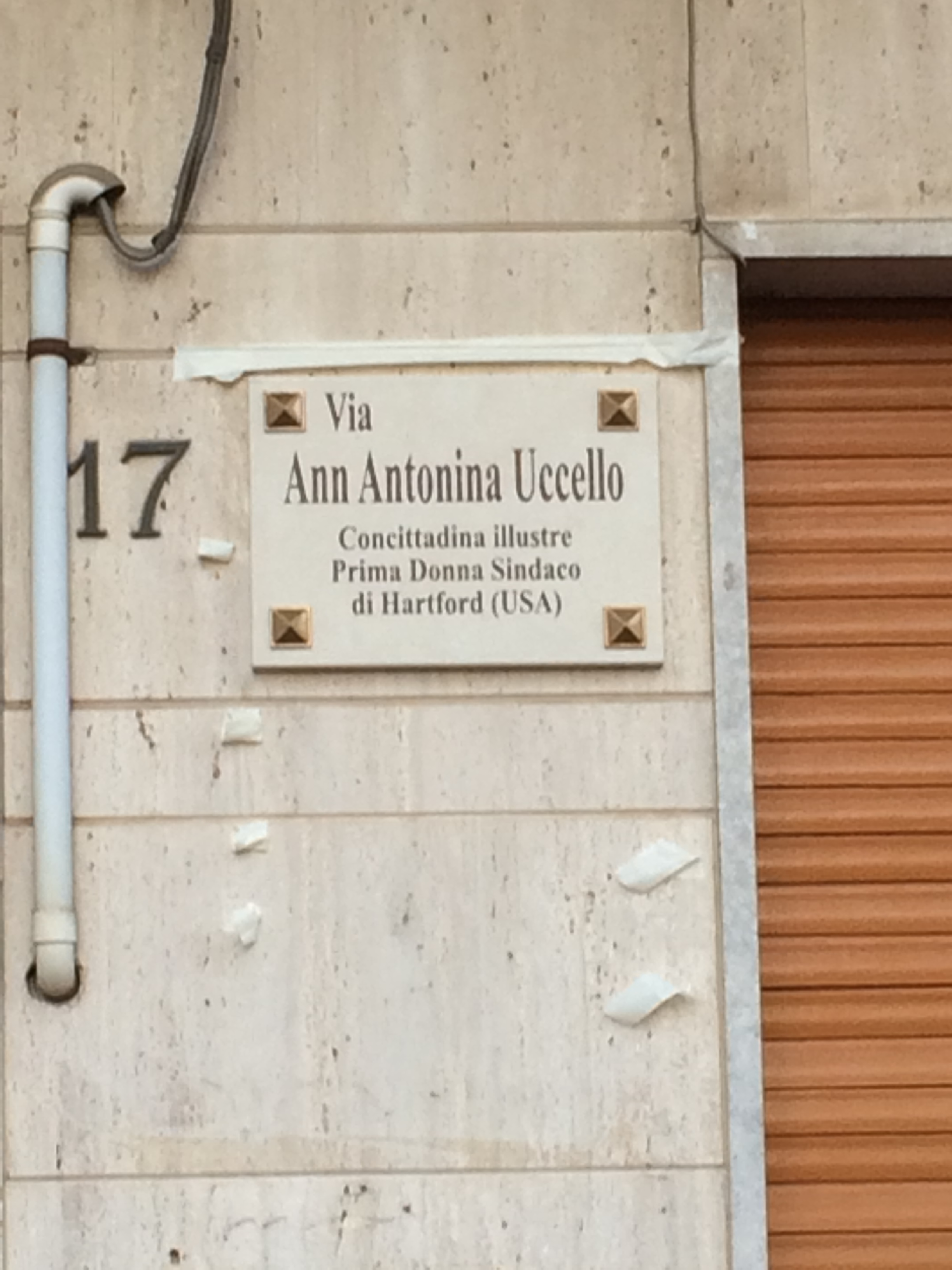
Каникаттини-Баньи, Италия

В 1971 году посол Италии в США вручил Уккелло орден «За заслуги перед Итальянской Республикой». В 1999 году она была занесена в Зал женской славы Коннектикута. В июле 2016 года в Каникаттини-Баньи (Италия), откуда родом её родители, в её честь была названа улица.
Энн-стрит в Хартфорде, первоначально, в 1815 году, названная в честь Энн Шелдон Гудвин, в сентябре 2008 года была переименована в Энн Уккелло-стрит.
По словам близких людей, Уккелло была набожной христианкой. Она никогда не была замужем, поскольку «…никогда не встречала человека, который заслуживал бы такого счастья».
Похоронена на историческом кладбище Сидар-Хилл в Хартфорде, месте последнего упокоения многих известных жителей и уроженцев Хартфорда, включая актрису Кэтрин Хепберн.